# Alexander Stromberg
Alexander Stromberg, född 1647 i Jönköping, död 1718, var en svensk friherre, generallöjtnant och landshövding. 

## Biografi
Han var son till Jöns Pedersson Brattman, som var postmästare i Jönköping, och Christina Gudmundsdotter. Stromberg adlades jämte sina fyra bröder 1674 under namnet Strömberg. Stromberg blev 1697 generalmajor vid kavalleriet för att år 1704 bli generallöjtnant. Samma år blev han landshövding i Västernorrlands län fram till 1716. År 1699 blev Stromberg och hans bror Nils upphöjda till friherrlig värdighet med namnet Stromberg.  Tillsammans med hustrun Eva Elisabet Palmgren fick han flera barn, bland andra Catharina Elisabet Stromberg som var gift med löjtnanten Mauritz Stake, Eva Beata Stromberg som var gift med kapteneen Peter Crusebjörn och Ulrik Alexander Stromberg.
Som landshövding skrev Stromberg sig till Nydala.